# エンパイア・オブ・エイプス
『エンパイア・オブ・エイプス』（原題：Blood Monkey）は、アメリカ合衆国の映画作品。この番組は、Syfyのマンイーターシリーズの一環として、2007年1月27日に放送されたが、それに先駆け、アメリカ合衆国の複数のビデオ・オン・デマンドサイトで配信された。

## キャスト
| 役名       | 俳優                           | 日本語吹替 |
| ---------- | ------------------------------ | ---------- |
| ハミルトン | F・マーレイ・エイブラハム      | 石丸博也   |
| セス       | マット・ライアン               | 渋谷茂     |
| エイミー   | エイミー・マンソン             | 藤原美央子 |
| ダニ       | フレイシア・ボーマンバーラン   | 久保田恵   |
| グレッグ   | マット・リーヴス               | 白熊寛嗣   |
| ジョシュ   | セバスチャン・アルメストロ     | 里見圭一郎 |
| シドニー   | ローラ・エイクマン             | 黒河奈美   |
| チェン     | プラピンポーン・カーンチャンダ | 中野さゆり |
|            | マノ・シーンゴーエン           |            |

- その他の声の吹き替え：一馬芳和／真仲恵吾／金野潤